# 留萌振興局
留萌振興局（日语：／ Rumoi shinkōkyoku */?），為日本北海道道北地方的振興局，設於留萌市。

## 历史
- 1897年11月：設置增毛支廳，下轄原天鹽國天鹽郡、中川郡、上川郡、苫前郡、留萌郡、增毛郡，支廳辦公室設於增毛町。[1]
- 1899年：上川郡（天鹽國）改隸屬為上川支廳管轄。
- 1901年：中川郡由改隸屬為上川支廳管轄。
- 1914年：支廳辦公室遷至留萌市，並改名為留萌支廳。
- 1948年10月20日：天鹽郡豐富村（現在的豐富町）改隸屬宗谷支廳管轄。
- 2010年4月1日：北海道廢除支廳，改設為留萌振興局，同時幌延町改隸屬宗谷綜合振興局。

## 產業
19世紀時，小平町和苫前町一度以捕鯡漁繁榮。
1910年代至1950年代，以伐木業為主，天鹽町、幌延町、羽幌町、苫前町和小平町藉由天鹽川及天鹽港將內地之木材輸出。
1930年代至1970年代，羽幌町、小平町、幌延町和留萌市逐漸成為煤礦城市。
但這些產業現在全部皆已衰退，也沒有新的產業，因此回到以農漁畜牧為主。
現在南部的留萌市、增毛町和小平町以外的地區以奶酪畜牧業和漁業為主，小平町主要產業為稻作農業，增毛町為果樹栽種和漁業。留萌市則以政府機關公務員為主。

## 管轄範圍

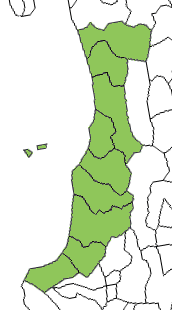
留萌振興局管轄範圍

- 市部：留萌市
- 增毛郡：增毛町
- 留萌郡：小平町
- 苫前郡：苫前町、羽幌町、初山別村
- 天鹽郡：遠別町、天鹽町